# Herguijuela del Campo
Herguijuela del Campo é um município da Espanha na província de Salamanca, comunidade autónoma de Castela e Leão, de área 25,69 km² com população de 110 habitantes (2007) e densidade populacional de 4,58 hab/km².

## Demografia
| Variação demográfica do município entre 1991 e 2004 | Variação demográfica do município entre 1991 e 2004 | Variação demográfica do município entre 1991 e 2004 | Variação demográfica do município entre 1991 e 2004 |
| --------------------------------------------------- | --------------------------------------------------- | --------------------------------------------------- | --------------------------------------------------- |
| 1991                                                | 1996                                                | 2001                                                | 2004                                                |
| 165                                                 | 138                                                 | 122                                                 | 118                                                 |